# كريستيان دي لا فونتيه
كريستيان دي لا فونتيه (بالإسبانية: Cristián de la Fuente) (و. 1974  م) هو مقدم تلفزيوني، ومهندس، وممثل أفلام، وعارض، وممثل تلفزي تشيلي، ولد في سانتياغو.

## وصلات خارجية
- كريستيان دي لا فونتيه على موقع IMDb (الإنجليزية)
- كريستيان دي لا فونتيه على موقع روتن توميتوز (الإنجليزية)
- كريستيان دي لا فونتيه على موقع ألو سيني (الفرنسية)
- كريستيان دي لا فونتيه على موقع أول موفي (الإنجليزية)
- كريستيان دي لا فونتيه على موقع قاعدة بيانات الأفلام السويدية (السويدية)
- كريستيان دي لا فونتيه على موقع قاعدة بيانات الفيلم (الإنجليزية)
- كريستيان دي لا فونتيه على موقع كينوبويسك (الروسية)
- كريستيان دي لا فونتيه على موقع كينوبويسك (الروسية)